# Miguel Lamas
Miguel Lamas (Fene, 1993) és un bateria gallec destacat per haver col·laborat en multitud de discos de tota mena de música i demostrar un gran virtuosisme en les seves actuacions musicals en percussió. S'inicià a la bateria quan tenia 4 anys, ja que prové de família dedicada al sector musical, i des de llavors ha anat formant-se, fent el seu primer concert als sis anys i cobrant el seu primer sou als vuit anys en forma de val de compra per una botiga de discos Tipo on es comprà una samarreta de Ramones, i anant-se'n de gira als 11 anys amb Bellón Maceiras, fent que amb 12 anys ja comencés a tocar professionalment i viatjant més.
La seva trajectòria professional l'ha portat a treballar per bandes com Dani Martín, Melendi, Pablo Alborán, Manuel Carrasco, Amaia Montero, Miriam Rodriguez, Abraham Mateo, Maldita Nerea, David DeMaría, Niño Josele feat. Chick Corea, Merche, Álvaro de Luna, Alex Ubago, Zahara, Raimundo Amador, O'Funk'Illo, David Bustamante, Soraya Arnelas, Lérica, Miguel Rios, Andrés Suárez, Tomasito, Pepe Bao, Canijo de Jerez, Santiago Campillo, Carlos Segarra, Lin Cortés, Nani Cortés, Dean Bowman (Screaming Headless Torsos), Raynald Colom, Tom Kennedy, etcètera, tant en estudi com en concerts en directe. Sent esponsoritzat per marques com Pearl, Meinl, Evans, Promark (amb el seu model personal TXMLW), Earprotech, Cympad, Ahead Armor Cases i Shure. Ha interpretat tant música rock, com jazz, o també música tradicional gallega, música afro jazz, brasilera o africana.

## Equip
- Bateria 1: Master Maple Complete (22x18", 10x7", 12x8", 16x14")[8]
- Bateria 2: Master Maple Reserve (22x18", 10x7", 12x8", 14x14", 16x14")
- Bateria 3: Decade Maple (22x18", 10x7", 12x8", 16x14")
- Bateria 4: Master Maple Gum (22x16", 10x7", 12x8", 16x16")
- Bateria 5: e/Merge Electronic Drums
- Plats Meinl: Byzance series, Pure Alloy & R&D series
- Pegats Evans: G2 Coated (top, toms & snares) G1 Coated (bottom, toms) Emad (kick) Hazy
- 300 (bottom, snares)
- Baquetes signature Promark TXMLW Miguel Lamas
- Monitorització de l'oïda Earprotech E5

## Discografia

### Àlbums d'estudi en solitari
- Miguel Lamas – Melted Lives (2016)[9]
- Raynald Colom, Miguel Lamas, Jorge Vera - Volumen I (2018)
- Miguel Lamas - My Expression Way (2018)
- Miguel Lamas - 30 (2023)

### Singles en solitari
- Limiñoa (single) (2021)[10]
- Aluméame (single) (2023)

### Col·laboracions
- BellónMaceiras - Folkfusión (2010)[11]
- Tomasito - Azalvajao (2013)
- O'Funk'illo - 5mentario (2014)
- El Canijo de Jerez - La Lengua Chivata (2014)
- Bustamante - Tus Manos (2015)
- BellónMaceiras - Ten (2015)
- Nastasia Zürcher - My Flight (2015)
- Lérica - Cien Mil Motivos (2016)
- Nani Cortés - Ley de Vida (2017)
- Sergio Tudela - Un Jardín de Retales (2017)
- Zancada - La Vida En Intentos (2017)
- Pepe Bao - Andebass (2018)
- Manuel Muñoz - En Cuarentena (2018)
- Nora Norman - Chaos (2018)
- Rubén Cores - Volver a Nacer (2018)
- Melendi - 10:20:40 (2019)
- Various Artists - Tributo a Sabina. Ni Tan Joven Ni Tan Viejo (2019)
- Melendi - Por Encima de la Bruma (2019)
- Juancho Marqués, Gabriel Fernández - Álbum Uno (2019)
- Miriam Rodríguez - La Diferencia / Más De Lo Que Ves (2019)
- Lin Cortés - Indomable (2019)
- The Born Messengers - The Born Messengers (2019)
- Jorge Vera - My Impromptu (2019)
- Jose de Castro - Guitar Room (2019)
- Angel Paz - Rostros invisibles (2019)
- Cristian Silva - Lobo Estepario (2019)
- Dani Martín - La Mentira (feat. Joaquín Sabina) (2019)
- Dani Martín - Lo Que Me Dé la Gana (2020)
- Maldita Nerea - Un Planeta Llamado Nosotros (2020)
- Miki Núñez - Eterno Verano (Revamp) (2020)
- O'Funk'illo - O´Funk´illoterapia (2020)
- Miriam Rodríguez - La Dirección De Tu Suerte (2020)
- Lin Cortés - Gitanerías (2020)
- AP Big Band - Plays Radiohead (2020)
- Sergio Tudela - Creer (2020)
- Sergio Tudela - Fiel Compañera (2020)
- Amir John Haddad – EL AMIR - Andalucía (2020)
- Guillermo Shelly - Don Quijote, compañero (2020)
- Daniel Minimalia - Terra (2020)
- Javi Marssiano - Marss Disco Funk Experience (2020)
- Dani Martín, Juanes - Los Huesos (2020)
- Dani Martín - No, No Vuelve (2021)
- Melendi - Likes y Cicatrices (2021)
- Pablo Alborán - Soy capaz (2021)
- Pablo Alborán, Aitana, Álvaro De Luna - Llueve sobre mojado (2021)
- Melendi - Virgen de las Nieves (2021)
- Pole., Dani Martín - Piratas De Ciudad (2021)
- Tomás Merlo Group - Crisis (2021)
- Enzo Apicella - Enzo Apicella (2021)
- Irene de Lema - 7 Vidas (2021)
- Irene de Lema - El Sitio de Mi Recreo (2021)
- Cristie - Como una Flor(Cristie) (2021)
- Various Artists - La Mejor Música Extremeña 2020 (2021)
- Campeche Show, Grupo Mojado - A Dónde Irás Ahora (2021)
- Manuel Carrasco - FUE (2022)
- Manuel Carrasco - Coquito (2022)
- Manuel Carrasco - Hay Que Vivir El Momento (2022)
- Manuel Carrasco - Ayer Noche (2022)
- Álvaro De Luna - Levantaremos al sol (2022)
- Pedro Guerra - El Viaje (2022)
- Alex Ubago - 20 Años (2022)
- Merche - 20 Conmigo (2022)
- Maldita Nerea - La increíble historia entre tú y yo (2022)
- Rulo y la contrabanda, Fito y Fitipaldis - Aún queda un sitio (2022)
- Niño Josele, Chick Corea - Galaxias (2022)
- Fredi Leis - Temas privados (2022)[12]
- Manu Pilas - En el nombre del padre (2022)
- Tamara - Loca De Amor (2022)
- Pedro Guerra, Silvio Rodríguez - Cuando Tú No Estás (2022)
- Lemot - Esto No Va De Ser Fuertes (2022)
- DePol - Quién Diría (2022)
- Besmaya - BESMAYA (2022)
- Dany Noel - Intercambio (2022)
- Manuel Carrasco - Corazón Y Flecha (2022)
- DePol - Qué bonita (2022)
- Pablo Alborán - La cuarta hoja (2022)
- Los Rebeldes Del Rock - Los Rebeldes Del Rock (2022)
- Montana. - SIN LA RED (2022)
- Joselin Vargas - Tempestad (2023)
- Vandalia Trío - Hiromi (2023)
- Lemot, Marmi - No Me Lo Creo Ni Yo (2023)
- Lemot - Mi Madre Me Lo Dijo (2023)
- Yunior Arronte - Cuerpo y Alma (2023)
- Nando Llon - Galicia de festa (2023)
- Alba Marbà - Cantarle al aire (2023)
- Mara Miranda - Diciembre (2023)
- Curro Mena - Puede Ser (2023)
- Arcadio Falcón and The Bandits - Punto y seguido (2023)
- Elena Bella - El perfume de la soledad (2023)
- Maldita Nerea - Estabas conmigo (2023)
- Miguel Gil - Despertares (2023)
- Malú - Ausente (2023)
- Zoe Ravier - Ojalá nos veamos pronto (2023)
- Maldita Nerea, Mía Ruiz - Inevitable (Children's version) (2023)
- Alex Conde, Los Indultados - España Cañí (2023)
- Maldita Nerea - Manual para seres maravillosos (2023)
- Gnaposs - I Don't Really Give A Shit (2023)
- Rulo y la contrabanda - Confeti (2023)
- Rulo y la contrabanda - 5 (2023)
- Vicente Amigo, Marcus Miller - Corcovado (2023)
- Sergio Dalma - Sonríe porque estás en la foto (2023)
- Alex Conde, Los Indultados - Vols Dir? (2023)
- Malú - A TODO SÍ (2023)
- Vincen García - Ventura (2023)